# Idea chersonesia
Idea chersonesia är en fjärilsart som beskrevs av Hans Fruhstorfer 1897. Idea chersonesia ingår i släktet Idea och familjen praktfjärilar. Inga underarter finns listade i Catalogue of Life.